# Явкине (станція)
Явкине — проміжна залізнична станція 5-го класу Херсонської дирекції Одеської залізниці на неелектрифікованій лінії Долинська — Миколаїв між станціями Горожене (14 км) та Лоцкине (15 км). Розташована в селі Добре Баштанського району Миколаївської області. Поруч пролягає автошлях обласного значення О150214.

## Історія
Станція відкрита у 1873 році в селі Добре, засноване як німецько-єврейська колонія у 1807 році на балці. Тоді село мало назву Колонія Добра. У 1852 році отримало свою сучасну назву.

## Пасажирське сполучення
На станції Явкине зупиняються поїзди далекого та приміського сполучення. 
| Рух поїздів по станції Явкине |                                        |                          |
| №                             | Маршрут руху                           | Періодичність курсування |
| Далеке сполучення             |                                        |                          |
| 101                           | Краматорськ — Київ — Миколаїв / Херсон | За особливим графіком    |
| 102                           | Херсон / Миколаїв — Київ — Краматорськ | За особливим графіком    |
| 109                           | Херсон — Львів                         | По парних                |
| 110                           | Львів — Херсон                         | По непарних              |
| 121 «Миколаїв»                | Київ — Миколаїв / Херсон               | За особливим графіком    |
| 122 «Миколаїв»                | Херсон / Миколаїв — Київ               | За особливим графіком    |
| Приміське сполучення          |                                        |                          |
| 6314/6313                     | Миколаїв-Вантажний — Долинська         | Щоденно                  |
| 6317/6318                     | Долинська — Миколаїв-Вантажний         | Щоденно                  |